# ГЕС Flørli
ГЕС Flørli — гідроелектростанція на півдні Норвегії за чотири десятки кілометрів на схід від Ставангеру. Використовує ресурс зі сточища річок, котрі впадають до периферійних фіордів із системи Boknafjorden — великого фіорду, котрий виходить до Північного моря між Ставангером та Гаугесунном.
В 1918 році на південному узбережжі Люсе-фіорду (сполучений з Boknafjorden через Hogsfjorden та Horgefjorden) стала до ладу гідроелектростанція Gamle Flørli потужністю 22,5 МВт, котра використовувала ресурс із водосховища Stora Florvatnet (дренується до Люсе-фіорду річкою Flørliåa). У наступні кілька десятиліть провадились роботи із розвитку водозбірної мережі, а потужність ГЕС станом на 1948-й досягла 30,4 МВт. Цей гідроенергетичний об'єкт пропрацював до кінця 1990-х, коли був замінений ГЕС Flørli. В межах проекту останньої на Stora Florvatnet звели нову кам'яно-накидну греблю довжиною 230 метрів, котра утримує водойму з площею поверхні 2,1 км2 та припустимим коливанням рівня між позначками 741,3 та 780 метрів НРМ (в тому числі на 19,2 метра за рахунок здреновування нижче від природного рівня). Крім того, на тій же Flørliåa, але вище за течією, знаходиться водосховище Ovra Florvatnet із припустимим коливанням поверхні між позначками 797 та 803 метри НРМ.
З південного заходу по тунелю довжиною лише 0,3 км до Stora Florvatnet подається додатковий ресурс із сточища річки Espedalsåna, яка тече до згаданого вище Hogsfjorden. Для цього на її правій притоці Fossåa створили водосховище Vassleia, котре утримується двома спорудженими у другій половині 1940-х років греблями — мурованою та кам'яно-накидною. Цей резервуар має припустимий діапазон коливань між позначками 799 та 809 метрів НРМ.
На південний схід від Ovra Florvatnet розташоване ще одне водосховище Stora Hoggarvatnet. Його утримує зведена у 2010 році кам'яно-накидна гребля на річці Nordåa, правій притоці Frafjordelva, яка тече до Frafjord (південне завершення Hogsfjorden). Цей резервуар має припустиме коливання поверхні між позначками 817 та 843 метри НРМ, в тому числі на 18 метрів за рахунок здреновування нижче від природного рівня. Окрім власного стоку, до нього подається додатковий ресурс із водозабору на Frafjordelva, протранспортований по тунелю завдовжки приблизно 1 км до озера Lilla Hoggarvatnet (лежить на Nordåa вище від Stora Hoggarvatnet). У свою чергу, із Stora Hoggarvatnet накопичений ресурс по вдвічі коротшому тунелю передається у Ovra Florvatnet.
Ще одним напрямком поповнення Stora Florvatnet є східний, де знаходиться водосховище Крокаватнет. На дренуючій його річці elv fra Krokavatnet, котра тече до Люсе-фіорду, облаштували водозабір, прокладений від якого тунель довжиною біля 0,5 км транспортує воду до однієї з невеликих правих приток  Stora Florvatnet.
Нарешті, північніше від Stora Florvatnet знаходиться водосховище Klubbatjoma-Ternevatnet. Для цього використали дві природні водойми, котрі дренуються через  bekk fra Klubbatjørna (тече напряму до Люсе-фіорду) та elv fra Ternevatnet (права притока Flørliåa). Озера з'єднали за допомогою тунелю завдовжки 0,5 км та перетворили на спільно регульоване водосховище з припустимим коливанням рівня між позначками 737 та 740 метрів НРМ. Враховуючи такий низький показник, подача ресурсу до Stora Florvatnet відбувається за допомогою розташованої на Klubbatjoma насосної станції потужністю 0,2 МВт.
Із Stora Florvatnet у північно-західному напрямку прямує головний дериваційний тунель довжиною 1,25 км, який переходить у напірну шахту висотою 415 метрів.
Основне обладнання станції становить одна турбіна типу Пелтон потужністю 80 МВт, яка використовує напір у 755 метрів та забезпечує виробництво 318 млн кВт-год електроенергії на рік.
Відпрацьована вода по відвідному тунелю довжиною 0,75 км транспортується до Люсе-фіорду.